# إيرنيستو كاردينال
إيرنيستو كاردينال (بالإسبانية: Ernesto Cardenal Martínez) (و. 1925  م) هو شاعر، وكاهن كاثوليكي، ونحات، ورسام، وعالم عقيدة، ومترجم من نيكاراغوا، هو عضوٌ في الجبهة الساندينية للتحرير الوطني، وهو عضوٌ في الأكاديمية المكسيكية للغة.

## مناصب
تولى منصب وزير الثقافة (19 يوليو 1979–1987).

## التعليم
تعلم في جامعة كولومبيا، وكلية الفلسفة والآداب في الجامعة الوطنية المستقلة في المكسيك ‏.

## جوائز
حصل على جوائز منها:
- دكتوراه فخرية (4 مارس 2017)[17]
- جائزة تيودور فانر  [لغات أخرى]‏ (2014)
- جائزة الملكة صوفيا  [لغات أخرى]‏ (2012)
- الوسام النمساوي للعلوم والفنون [الإنجليزية]‏ (2010)
- جائزة بابلو نيرودا الأيبيرية الأمريكية للشعر [الإنجليزية]‏ (2009)
- جائزة السلام الألمانية لتجارة الكتب (12 أكتوبر 1980)
- نيشان خوسيه مارتي
- نيشان أغسطو سيزار ساندينو  [لغات أخرى]‏
- الدكتوراه الفخرية من جامعة بلنسية.

## روابط خارجية
- إيرنيستو كاردينال على موقع الموسوعة البريطانية (الإنجليزية)
- إيرنيستو كاردينال على موقع مونزينجر (الألمانية)
- إيرنيستو كاردينال على موقع ميوزك برينز (الإنجليزية)
- إيرنيستو كاردينال على موقع إن إن دي بي (الإنجليزية)
- إيرنيستو كاردينال على موقع ديسكوغز (الإنجليزية)